# Antboy (film fra 2013)
 For alternative betydninger, se Antboy. (Se også artikler, som begynder med Antboy)
Antboy er en dansk familiefilm fra 2013. Filmen er instrueret af spillefilmsdebutanten Ask Hasselbalch, skrevet af Anders Ølholm og løst baseret på Kenneth Bøgh Andersens tre første bind om superhelten. Titelrollen spilles af debutanten Oscar Dietz, mens filmens antagonist, Loppen, spilles af Nicolas Bro. Desuden medvirker debutanerne Samuel Ting Graf og Amalie Kruse Jensen, mens Lærke Winther, Frank Thiel og Elsebeth Steentoft også er på rollelisten. Filmen fik verdenspremiere ved den canadiske filmfestival TIFF og fik sin Danmarkspremiere ved Buster filmfestivalen, før den blev udgivet i danske biografer d. 3. oktober 2013.
Filmen blev rost af anmelderne. Maria Månson fra Filmselskabet kaldte blandt andet filmen "charmerende, godt skruet sammen og virkelig lækker at se på” og "den bedste danske børnefilm i årevis" og belønnede den med fem stjerner ud af seks. Enkelte kritikere var dog mindre begejstrede. Jakob Stegelmann ved filmmagasinet Ekko gav filmen tre ud af seks stjerner, hvilket han begrundede med at ”den danske børnefilms temaer og æstetik er ganske enkelt ikke så forrygende en blanding, som man havde troet”.
Optagelserne til Antboy begyndte i oktober 2012 og produktionen trak overskrifter, bl.a. på grund af kostumebudgettet, eftersom titelkarakterens kostume er det dyreste kostume i dansk filmhistorie med et budget på 250.000 kroner. Filmen blev desuden kendt som den første dansk-producerede superheltefilm, på trods af Birger Larsens familiefilm Superbror
fra 2009, der også handlede om en ung dreng der fik superkræfter.
Antboy er solgt til biografdistribution i USA. Filmen vil blive frigivet til de amerikanske biografer den 16. april 2014.
13. maj 2013, før filmens udgivelse, annoncerede filmens manuskriptforfatter Anders Ølholm via sin Twitter-profil at han havde påbegyndt manuskriptet til en potentiel efterfølger. I 2014 kom efterfølgeren Antboy: Den Røde Furies hævn.

## Medvirkende
- Oscar Dietz: Antboy/Pelle Nørhmann
- Nicolas Bro: Loppen/Dr. Gæmelkrå
- Samuel Ting Graf: Wilhelm
- Amalie Kruse Jensen: Ida
- Lærke Winther: Mor
- Frank Thiel: Far
- Elsebeth Steentoft: Fru Gæmelkrå
- Johannes Jeffries Sørensen: Mark
- Cecilie Alstrup Tarp: Amanda
- Marcuz Jess Petersen: Allan
- Thomas Voss: Carsten
- Caspar Phillipson: Hr. Sommersted
- Jonas Schmidt: Skolefotograf
- Aske Bange: Tasketyv
- Inge Lise Goltermann: Politibetjent
- Jakob B. Engmann: Skolebetjent
- Thomas Hwan: Reporter
- Nanna Schaumburg-Müller: Pelles Lærer
- Claus Thobo-Carlsen: TV speaker
- Michael Robdrup: Betjent
- Kenneth Bøgh Andersen: Bestyrer (gæsteoptræden)